# Mafarma Sanogo
Mafarma Sanogo, née le 26 octobre 1963 à Abidjan, est une journaliste burkinabé. Elle coordonne le service d’information du gouvernement sous la présidence de Roch Marc Christian Kaboré.

## Biographie

### Enfance et études
Mafarma naît à Abidjan en octobre 1963. Après le baccalauréat, elle entame des études de droit public à l’université Joseph Ki-Zerbo. À l’université Houphouët-Boigny en Côte d’Ivoire, elle suit des études en communication. Elle étudie également à l’Institut des sciences et technique de l’information et de la communication où elle fait ses premiers pas en journalisme. Elle a été coordonnatrice du service de l'information du gouvernement au Burkina Faso. 

### Carrière professionnelle
Mafarma Sanogo commence sa carrière en 1990 à la radio nationale du Burkina. Elle est tour à tour journaliste, reporter, productrice, présentatrice du journal parlé et occupe des postes de rédactrice en chef adjointe avant d’être la directrice de la radio. Elle a également été directrice de la télévision nationale du Burkina. Mafarma a joué le rôle de conseiller technique au ministère de l'information et celui de directrice de cabinet du médiateur du Faso. Sur le plan international, elle a occupé le poste de conseiller du secrétaire général au conseil international des radios-télévisions d'expression française (CIRTEF) à Bruxelles en Belgique. De retour au Burkina, elle a été chargée de coordonner les activités de formation continue et de recherche appliquée à l'institut des sciences et techniques de l'information et de la communication. En 2018, elle officie en tant consultante en communication au programme alimentaire mondial (PAM) dans le cadre de son plan de réponse à l'insécurité alimentaire. Le 13 janvier 2020, elle est nommée coordinatrice du service d'information du gouvernement (SIG/BF),,. Après deux ans à ce poste, elle cède sa place à Jérémie Sié Coulibaly,,. 

## Engagement associatif
Militant pour les droits de la femme, elle est de 2000 à 2013 la présidente de l’association des professionnelles de la communication (APAC),. Elle a également occupé la fonction de secrétaire permanente de l'association des médiateurs de l'espace UEMOA (AMP/UEMOA).

## Distinction
Mafarma est chevalier de l'ordre nationale et chevalier de l'ordre du mérite des lettres, des arts et de la communication avec agrafe radiodiffusion-télévision, presse écrite.